# Onthophagus bambra
Onthophagus bambra là một loài bọ cánh cứng trong họ Bọ hung (Scarabaeidae).